# Саксонская правда
Саксо́нская правда́ (лат. Lex Saxonum) — сборник обычного права германского племени саксов. Древнейшая часть Саксонской правды была создана в промежуток между 775―776 и 785 годами, а единый сборник, включивший в себя помимо Lex Saxonum и другие правовые документы, был принят не ранее 803 года. Саксонская правда состоит из трёх частей, непосредственно Lex Saxonum включает в себя 66 статей, которые закрепляли общественные отношения, возникшие после завоевания Саксонии Карлом Великим, а также дофеодальные общественные отношения саксов. Lex Saxonum фиксирует социальное расслоение саксов на родовую знать (лат. nobiles), свободное население (лат. liberi), литов и рабов.

## История
Древнейшая часть Саксонской правды ― Capitula de partibus Saxoniae ― была создана в промежуток между 775―776 и 785 годами, то есть соответственно между началом христианизации и покорения Саксонии Карлом Великим и полным вхождением этого региона в империю Карла Великого после поражения восстания под предводительством вождя Видукинда. Хронологически вторая часть правды ― Capitulare Saxonicum ― была принята в Ахене 28 ноября 797 года: дата и место публикации капитулярия указаны непосредственно в его тексте. Хронологически третья и последняя часть правды ― собственно Lex Saxonum ― была, вероятно, принята в два этапа: не ранее октября 802 года были приняты статьи 1―60 и не ранее начала 803 года ― статьи 61―66. То есть окончательная редакция Саксонской правды, вобравшая в себя все указанные правовые документы, появилась не ранее 803 года.
Сохранившиеся манускрипты Lex Saxonum хранятся в Британской библиотеке в Лондоне (манускрипт 269, датируется IX―XI веками) и в Вестфальском департаменте государственного архива Северного Рейна ― Вестфалии в Мюнстере (манускрипт 5201, датируется второй четвертью ― серединой X века).

## Основные положения
Саксонская правда состоит из трёх частей: Capitula de partibus Saxoniae, Lex Saxonum и Capitulare Saxonicum, которые состоят из 34, 66 и 11 статей соответственно. Положения непосредственно Lex Saxonum возможно разделить на две части: статьи, регулирующие социальные отношения, которые возникли после франкского завоевания Саксонии (статьи, посвящённые королевской власти и христианской церкви), и статьи, отражающие социальные отношения и социальный строй племени саксов, которые появились ещё в дофеодальную эпоху (этот тип статей превалирует над первым). Правовой документ закрепляет социальное расслоение саксов на родовую знать (лат. nobiles), свободное население (лат. liberi), литов и рабов. Представители родовой знати (их правовой статус определён статьями 1―20) были единственными носителями правовых норм.

### Комментарии
1. 1 2 3 4  Некоторые источники (например, историк Михаил Вячеславович Земляков) рассматривают Саксонскую правду как совокупность трёх правовых документов: Capitula de partibus Saxoniae[англ.], Lex Saxonum и Capitulare Saxonicum[нем.][1]. Другие же (такие как Советская историческая энциклопедия отождествляют Саксонскую правду и Lex Saxonum[2]. Третьи (например, авторы базы данных правовых документов периода Каролингов из университета Кёльна) указывают на то, что Lex Saxonum дополняла или даже заменяла собой другие два указанных документа[3].